# Нолькен, Христофор Романович
Христофор Романович фон Нолькен (нем. Christopher Reinhold von Nolcken; 1728—1802) — российский государственный деятель.

## Биография
Происходил из дворянского рода Нолькен. Родился в семье Рейнхольда-Густава фон Нолькена (?—1762) 9 августа 1728 года. Мать умерла в 1732 году.
С 1751 года состоял на русской военной службе. В лейб-гвардии Семёновском полку поручик с 1762 года, капитан-поручик с 1765 года, капитан с 1769 года.
С 1775 года — бригадир, комендант Дерпта. С 1776 года — губернатор Псковской губернии, с 9 августа 1777 года — правитель Псковского наместничества. Отрешён от должности 26 сентября 1778 года в связи с некомпетентностью; фактически руководил меньше года (до мая 1778). Получил прозвище «Фон Ноль».
С 1780 года — статский советник[уточнить].
В 1789—1795 годах был предводителем гражданской опеки в Гдове. С 1799 года в отставке. Умер 4 мая 1802 года[по какому календарю?] в Гавриловском.